# 가루라

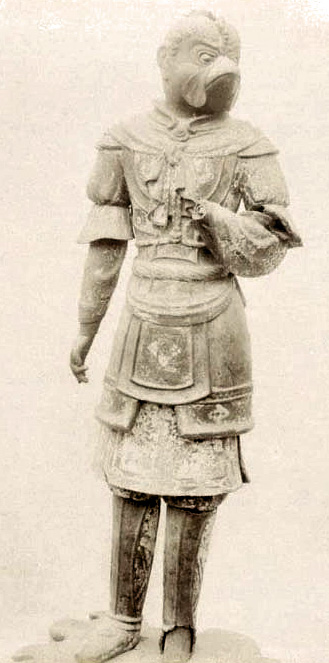
8세기 나라 고후쿠지의 날개 없는 가루라를 묘사한 동상.

가루라(迦樓羅) 또는 금시조(金翅鳥)는 팔부신중의 하나로, 힌두교의 가루다가 불교로 편입된 것이다.
가루라는 거대하고 불을 뿜으며 용/뱀을 먹는다고 한다. 가루다가 나가의 골칫거리인 것처럼 말이다. 불교 부적을 소유한 용이나 불교의 가르침으로 개종한 용만이 가루라에서 무사히 탈출할 수 있다. 수미산이 서식지라고 한다.
한 가지 유명한 예는 텐표 6년 또는 734년으로 거슬러 올라가는 입불개안 때 제시된 8개의 천인상 중 나라시 고후쿠지의 가루라 동상이다(오른쪽 상단 사진). 이 가루라는 당나라식 갑옷을 입은 것으로 묘사되어 날개가 없는 것으로 보인다.
그러나 전통적으로 가루라는 인간의 몸통과 조류의 머리를 가진 날개 달린 존재로 묘사되는데, 태장계만다라(太祖海萬達羅)와 다른 도상학 서적들의 금강부원(金剛部院))에서 그 모습을 엿볼 수 있다.

## 미술에서

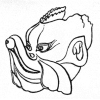
가루라 기가쿠 가면

가루라 가면은 고대 일본 궁정 무용 예술인 기가쿠 공연자들이 착용하는 인물 가면 중 하나이다.
불타는 후광 또는 후광은 "가루라 불꽃"이라는 이름으로 알려져 있으며 일반적으로 부동명왕 (不動明王) 동상 뒤에 장식되어 있다.
가루라는 또한 텐구 또는 카라스텐구 묘사의 원형이라고 한다.